# 塞缪尔·诺亚·克莱默
塞缪尔·诺亚·克莱默（英語：Samuel Noah Kramer，1897年9月28日—1990年11月26日）是一名美國歷史學家，世界上最領先的亞述學家之一，蘇美爾歷史和蘇美爾語的專家。高中畢業後，他在天普大學就讀，之後在費城的德普西學院和賓夕法尼亞大學就讀。在學者中，他的工作被認為是對蘇美爾歷史領域的變革。他的流行書籍《歷史始於蘇美爾》（History Begins at Sumer）使蘇美爾文學為大眾所了解。

## 生平
克萊默於1897年9月28日出生於俄羅斯帝國基輔省（今烏克蘭）烏曼附近的扎什基夫，是班傑明·克萊默（Benjamin Kramer）和耶塔·克萊默（Yetta Kramer）的兒子。他的家庭是猶太人。1905年，由於俄羅斯沙皇尼古拉二世統治下的反猶主義大屠殺，他的家人移民到費城，他的父親在那裡建立了一所希伯來學校。從南費城高中畢業後，獲得學術文憑，克萊默嘗試了各種職業，包括在他父親的學校教書，成為一名作家和成為一名商人。
關於他在年近30歲時仍然沒有事業，他後來在自傳《蘇美爾的世界》（In the World of Sumer）中說「最後我想到，我不妨回到我的起點，嘗試利用我年輕時花了很多時間學習的希伯來語，並以某種方式將其與學術前途聯繫起來。」

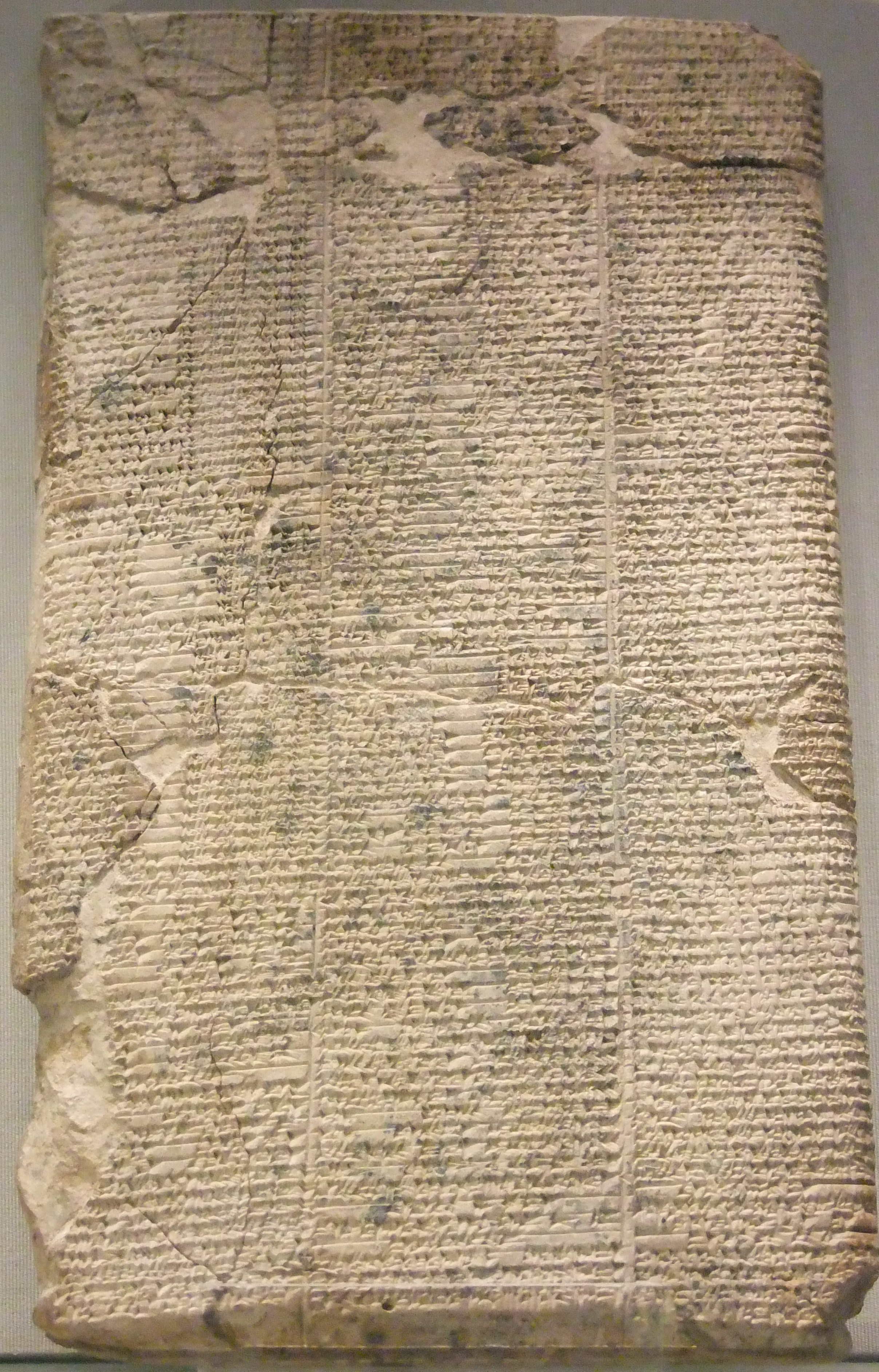
巴黎羅浮宮博物館的《烏爾的哀歌》是克萊默研究的幾部文學作品之一。

他進入位於費城的德普西希伯來語和認知學習學院就讀，並對埃及學產生濃厚的興趣。隨後，他轉入賓夕法尼亞大學東方研究系，與「年輕有為的以夫蘭·阿維格多·史匹瑟一起工作，他將成為世界上近東研究的領軍人物之一」。史匹瑟當時正試圖破譯大約公元前1300年的青銅時代晚期楔形文字片；正是現在，克萊默開始了他研究楔形文字系統的終身工作。
克雷默於1929年獲得博士學位，他因收集敘述單一故事的石板而知名，這些石板已分佈在世界各地的不同機構中。他於1968年從正式的學術生活中退休，但在退休後的幾年裡仍然非常活躍。
在1986年出版的自傳中，他總結了自己的成就。「首先，也是最重要的，是我在恢復、復原和復活蘇美爾文學，或至少是一個有代表性的截面方面所發揮的作用...。通過我的努力，幾千個蘇美爾文學片和片斷已經提供給楔形文字學家，這是一個基本無雜質的數據庫，將在未來幾十年內持續存在。第二，我努力......向學術界，特別是向人類學家、歷史學家和人文學者提供其中許多文件的合理可靠的譯本。第三，我幫助向全世界傳播蘇美爾的名字，使人們認識到蘇美爾人在文明人的崛起過程中所發揮的關鍵作用。」
克萊默於1990年11月26日在費城因喉癌去世，享年93歲。

### 備註
1. ↑  .   [2023-01-09]. （原始内容存档于2023-01-09）.
2. ↑  Kramer 1988, p. 20.
3. ↑  Kramer 1988, p. 21.
4. ↑  Kramer 1988, p. 240.
5. ↑  .   [2023-01-09]. （原始内容存档于2022-12-18）.

### 書籍
- Kramer, Samuel Noah. . Wayne State University Press. 1988. ISBN 0-8143-2121-6.

## 外部連結
- Samuel Noah Kramer Institute of Assyriology and Ancient Near Eastern Studies （页面存档备份，存于）
- Aramco article on Samuel Kramer （页面存档备份，存于）
- New York Times Obituary （页面存档备份，存于）